# Spoorlijn Dortmund aansluiting Flm - aansluiting Schnettkerbrücke
De spoorlijn Dortmund aansluiting Flm - aansluiting Schnettkerbrücke is een Duitse spoorlijn in Dortmund en is als spoorlijn 2120 onder beheer van DB Netze.

## Geschiedenis
Het traject werd door de Bergisch-Märkische Eisenbahn-Gesellschaft (BME) in fases geopend:
- aansluiting Flm - Dorstfeld: 5 oktober 1862
- Dorstfeld - Schnettkerbrücke: 1907

## Treindiensten
De lijn wordt door Deutsche Bahn gebruikt voor goederenvervoer.

## Aansluitingen
In de volgende plaatsen is of was er een aansluiting op de volgende spoorlijnen:
aansluiting Flm
DB 2130, spoorlijn tussen aansluiting Flm en Dortmund Güterbahnhof
DB 2151, spoorlijn tussen Bochum Präsident en Dortmund aansluiting Flm
Dortmund Dorstfeld
DB 2122, spoorlijn tussen Dortmunderfeld en Dortmund-Huckarde Süd
DB 2126, spoorlijn tussen Dortmund-Dorstfeld en Dortmund Süd
Dortmunderfeld
DB 2121, spoorlijn tussen Dortmunderfeld en aansluiting Schönau
aansluiting Schnettkerbrücke
DB 2103, spoorlijn tussen Dortmund en Soest

## Elektrische tractie
Het traject werd tussen 1968 en 1970 geëlektrificeerd met een wisselspanning van 15.000 volt 16⅔ Hz.